# Christian Linder
Christian Linder (eigentlich Peter Schröder; * 9. Februar 1949 in Lüdenscheid; † 21. Mai 2024) war ein deutscher Schriftsteller, Essayist, Kritiker und Hörspielautor. 

## Leben
Christian Linder studierte in Bonn Philosophie und Literaturwissenschaft. Seit 1974 Autor des Deutschlandfunks, arbeitete er von Köln aus auch für das Feuilleton und Literaturblatt der Süddeutschen Zeitung, schrieb Reisereportagen für die Frankfurter Allgemeine Zeitung und Hörspiele für den WDR. Er erhielt den Förderpreis für Literatur des Landes Nordrhein-Westfalen und den Förderpreis der Stadt Köln. 
Im DuMont Buchverlag veröffentlichte er unter anderem einen Band mit Reiseerzählungen mit dem Titel Die Burg in den Wolken: Blicke ins Rheintal und anderswohin und im Verlag Matthes & Seitz Berlin Der Bahnhof von Finnentrop: Eine Reise ins Carl Schmitt Land, eine Biographie über Heinrich Böll: Das Schwirren des heranfliegenden Pfeils, den Essayband Noten an den Rand des Lebens: Portraits und Perspektiven und zuletzt das Capriccio Sommermusik: Ein Liebestraum Franz Liszts. Ein Buch über Jürgen Becker blieb unvollendet.

## Werke

### Bücher
- Schreiben & Leben (Gespräche mit Jürgen Becker, Peter Handke, Walter Kempowski, Wolfgang Koeppen, Günter Wallraff, Dieter Wellershoff). Kiepenheuer & Witsch, Köln 1974, ISBN 3-462-00981-8.
- Drei Tage im März (Gespräch mit Heinrich Böll). Kiepenheuer & Witsch, Köln 1975, ISBN 3-462-01076-X.
- Die Träume der Wunschmaschine (Essays über Hans Magnus Enzensberger, Max Frisch, Alexander Kluge, Peter Weiss und Dieter Wellershoff). Rowohlt, Reinbek 1981, ISBN 3-499-25163-9.
- Heinrich Böll. Schreiben & Leben 1917–1985. Kiepenheuer & Witsch, Köln 1986, ISBN 3-462-01766-7.
- Die Burg in den Wolken. Blicke ins Rheintal und anderswohin. Du Mont, Köln 2001, ISBN 3-7701-5827-X.
- Der Bahnhof von Finnentrop. Eine Reise ins Carl Schmitt Land. Matthes & Seitz, Berlin 2008, ISBN 978-3-88221-704-9.
- Das Schwirren des heranfliegenden Pfeils. Heinrich Böll – Eine Biographie. Matthes & Seitz, Berlin 2009, ISBN 978-3-88221-656-1.
- Noten an den Rand des Lebens. Portraits und Perspektiven. Matthes & Seitz, Berlin 2011, ISBN 978-3-88221-606-6.[2]
- Sommermusik. Ein Liebestraum Franz Liszts. Matthes & Seitz, Berlin 2011, ISBN 978-3-88221-560-1.

### Hörspiele
- Über 50 Folgen der täglichen Hörfunksendung ZeitZeichen oder Kalenderblatt.
- Die Krankheit der Phantasie (WDR 1977)
- Das Reich der Lichter (WDR 1978)
- Unsere Träume vom privaten Leben (WDR 1980)
- Noten an den Rand des Lebens (WDR 1982)
- Um aufs Neue der Verführung zu verfallen (WDR 1983)
- Der Tod des letzten Schriftstellers (WDR 1984)

## Preise und Auszeichnungen
- 1974: Förderpreis des Landes Nordrhein-Westfalen für Literatur
- 1978: Förderpreis für Literatur  der Stadt Köln 1978
- 1989/90: Arbeitsstipendium des Deutschen Literaturfonds